# Krems II
Krems II là một đô thị ở huyện Segeberg, bang Schleswig-Holstein Segeberg, Đức. Đô thị Krems II có diện tích 11,23 km², dân số thời điểm ngày 31 tháng 12 năm 2006 là 425 người.